# Уманський хлібопекарський завод
ТОВ «Умань Хліб Трейд» — підприємство харчової промисловості, розташоване в місті Умань, яке займається виробництвом та реалізацією хлібобулочних та кондитерських виробів.

## Історія
Побудований в рамках індустріалізації 1930-х років і введений в експлуатацію у 1935 році як Уманський державний хлібокомбінат. 
У ході німецько-радянської війни підприємство зазнало руйнувань, однак по війні відбудоване та відновило роботу.
З 1983 року входило до складу Черкаського об'єднання хлібопекарної промисловості.
За радянських часів комбінат входив до числа провідних підприємств міста.
З проголошенням незалежності України комбінат перейшов у підпорядкування Державного комітету харчової промисловості України.
У липні 1995 року Кабінет Міністрів України затвердив рішення про приватизацію комбінату. У 1998 році державне підприємство приватизовано і перетворено на відкрите акціонерне товариство «Уманьхліб».